# Gauville-la-Campagne
Gauville-la-Campagne ist eine französische Gemeinde mit 647 Einwohnern (Stand 1. Januar 2022) im Département Eure in der Region Normandie (vor 2016 Haute-Normandie). Sie gehört zum Arrondissement Évreux, zum Kanton Conches-en-Ouche sowie zum Gemeindeverband Évreux Portes de Normandie. Die Einwohner werden Gauvillais und Gauvillaises genannt.

## Geografie
Gauville-la-Campagne liegt etwa sechs Kilometer nordwestlich von Évreux. Umgeben wird Gauville-la-Campagne von den Nachbargemeinden Saint-Martin-la-Campagne im Norden, Aviron im Osten, Évreux im Südosten, Parville im Süden, Caugé im Südwesten sowie Claville im Westen.

## Bevölkerungsentwicklung
| Jahr                       | 1962 | 1968 | 1975 | 1982 | 1990 | 1999 | 2006 | 2013 | 2019 |
| Einwohner                  | 182  | 194  | 275  | 431  | 544  | 537  | 514  | 509  | 606  |
| Quellen: Cassini und INSEE |      |      |      |      |      |      |      |      |      |

## Sehenswürdigkeiten
- Kirche Saint-André aus dem 15. Jahrhundert